# 세르게이 크라프초프
세르게이 세르게예비치 크라프초프(러시아어: Сергей Сергеевич Кравцов; 1974년 3월 17일 출생)는 러시아의 정치인이자 2020년 1월 21일부터 러시아 연방 교육부 장관을 맡고 있다.
교육학 박사(2007), 부교수. 러시아 연방 국가고문 대행, 3급 (2013). 2013년 8월 8일부터 2020년 1월 21일까지 연방 교육과학 감독청(로소브르나드조르) 청장을 역임했다.

## 전기
그는 1974년 3월 17일 모스크바에서 태어났다.
1996년, 그는 모스크바 주립 개방 교육 대학교(2006년부터 숄로호프 모스크바 국립 인문학 대학교, 2015년에 모스크바 국립 교육 대학교에 합류)를 "수학 및 컴퓨터 과학 교사" 학위로 우등 졸업했다. 1994년부터 1996년까지 그는 모스크바 176번 학교에서 수학 교사로 일했다.
1997년부터 2002년까지 그는 러시아 교육학술원의 교육 관리 연구소에서 근무했으며, 초급 연구원, 연구원, 선임 연구원, 연구실장 직책을 맡았다. 1999년에는 "멀티미디어 기술을 사용하여 수학에서 뒤처지는 학생들과 수업을 진행하는 방법론"으로 논문을 방어했다. 2000년에는 국립 모스크바 국제 관계 대학교를 외국어 지식을 갖춘 국가 및 지방 정부 학위로 졸업했다.
2002년에 그는 러시아 교육부에서 근무하기 시작했다. 2004년부터 2008년까지는 연방 교육과학 감독청 청장 빅토르 볼로토프의 보좌관이었다.
2007년에 그는 러시아 교육학술원 교육 내용 및 방법 연구소에서 "러시아 연방 학교에서 전문 교육 조직의 이론과 실제"라는 주제로 교육학 박사 학위 논문을 방어했다. (공식 반대자 A. V. 바란니코프, V. I 블리노프, V. S. 단유셴코프; 디세르넷 공동체에 따르면, 이 논문은 인용으로 구성되지 않은 대규모 차용을 포함하고 있으며, 무단 출처도 포함한다.).
2008년에는 통일국가시험 시행 절차를 개발하는 연방 국립 기관 "연방 시험 센터"의 이사로 임명되었다. 2009년에는 러시아 교육학술원 교육 관리 연구소를 이끌었다.
2011년 4월, 그는 러시아 연방 교육과학부 지역 개발 부서장으로 임명되었으며, 또한 2011년에는 연방 국립 기관 "교육자들을 위한 고급 연구 및 전문 재교육 학원"의 학장 대행을 맡았다. 2012년 7월에는 교육과학부 프로그램 관리 및 경쟁 절차 부서장으로 임명되었다.
2013년 8월 8일, 러시아 연방 정부령에 따라 그는 이반 무라비요프를 대신하여 연방 교육과학 감독청장 직책에 임명되었다. 2017년 10월 28일부터 2018년 5월 24일까지 그는 러시아 연방 교육과학부 차관 겸 로소브르나드조르 청장직을 겸임했는데, 해당 부서가 교육과학부 산하에 있었기 때문이다. 2018년, 연방 교육과학 감독청은 정부에 재편성되었다. 2018년 5월 24일, 크랍초프는 다시 그 청장으로 임명되었다.
2020년 1월 21일, 대통령령에 따라 그는 미하일 미슈스틴 내각의 러시아 연방 교육부 장관으로 임명되었다.
2022년 6월, 우크라이나는 러시아의 우크라이나 침공으로 인해 러시아 정부의 일원인 크랍초프에 대해 개인 제재를 가했다.
2023년 7월, 크랍초프는 우크라이나 어린이들의 "러시아의 계산된 강제 추방 프로그램"에서의 역할로 인해 영국의 제재를 받았다.
러시아의 우크라이나 침공 이후, 러시아 정부는 학교에 "애국 교육"을 도입하기 위한 노력을 강화했다. 크랍초프는 러시아 정부의 관점에서 국가 정체성, 애국심, 전통적 가치 및 세계 사건과 같은 다양한 주제를 다루는 중요한 대화 수업의 기획자 중 한 명이다. AP 통신은 일부 학부모들이 중요한 대화 수업의 군국주의적 성격에 충격을 받았으며, 일부는 이를 구 소련의 "애국 교육"과 비교했다고 보도했다.

## 가족
크랍초프의 부모인 알라 크랍초바와 세르게이 브라운은 체코에 여러 아파트를 소유하고 있다.